# Henri-Edmond Cross
Henri-Edmond Cross, il cui vero nome era Henri Edmond Joseph Delacroix, (Douai, 20 maggio 1856 – Le Lavandou, 16 maggio 1910), è stato un pittore francese puntinista.

## Biografia
Nacque al n°15 di Rue Jean Bellegambe a Douai.

Agli inizi fu un pittore naturalista. In seguito, progressivamente, si avvicinò a Georges Seurat e Paul Signac, anche se il suo puntinismo fu più intuitivo.
Le sue opere ispirarono Matisse e i Fauves.
Dal 1900 si stabilì in Provenza, sulla costa, e fu amico del pittore belga Théo van Rysselberghe, altro puntinista, che si era trasferito anche lui a Saint-Clair, sobborgo di Le Lavandou, nel Var.
Entrambi morirono nel piccolo villaggio provenzale ed entrambi furono sepolti nel cimitero di Lavandou.

## Alcune opere

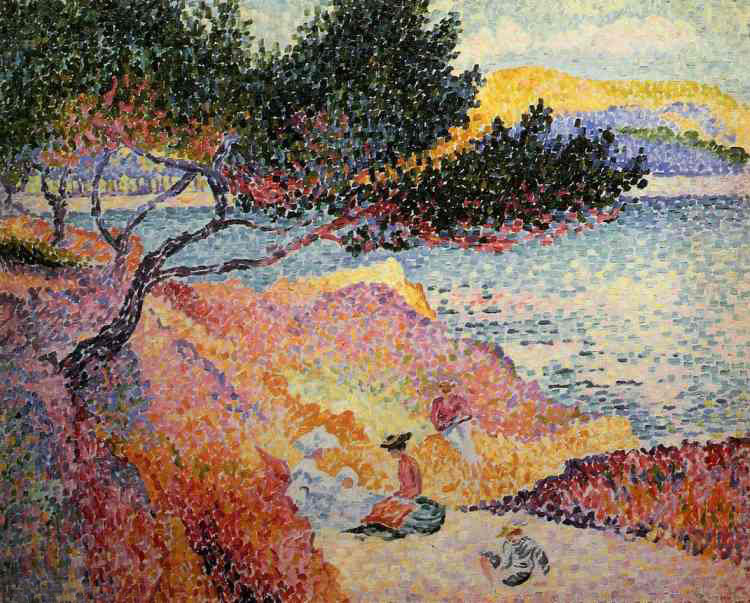
La baia dell'annunciata

- Le Jardin de roses à Monaco, olio su tela (1884), Musée de la Chartreuse, Douai
- Plage de la Vignasse (1891-1892), Musée Malraux, Le Havre
- Portrait de Madame Cross (1891), Musée d'Orsay, Parigi
- Les îles d'or (1891-1892), Musée d'Orsay, Parigi
- La Chevelure (1892), Musée d'Orsay, Parigi
- La fuite des nymphes (1906), Musée d'Orsay, Parigi
- Le Four des Maures, olio su tela (1906), Musée de la Chartreuse, Douai
- Paysage avec eucalyptus et rivière o Arbres devant une rivière, circa 1906-1908, Musée Malraux, Le Havre
- Cyprès à Cagnes (1910), Musée national d'art moderne, Parigi
- Canal à Venise, acquarello, Musée Albert-André, Bagnols-sur-Cèze
- Cavalaire, acquarello, Musée Albert-André, Bagnols-sur-Cèze

## Galleria d'immagini

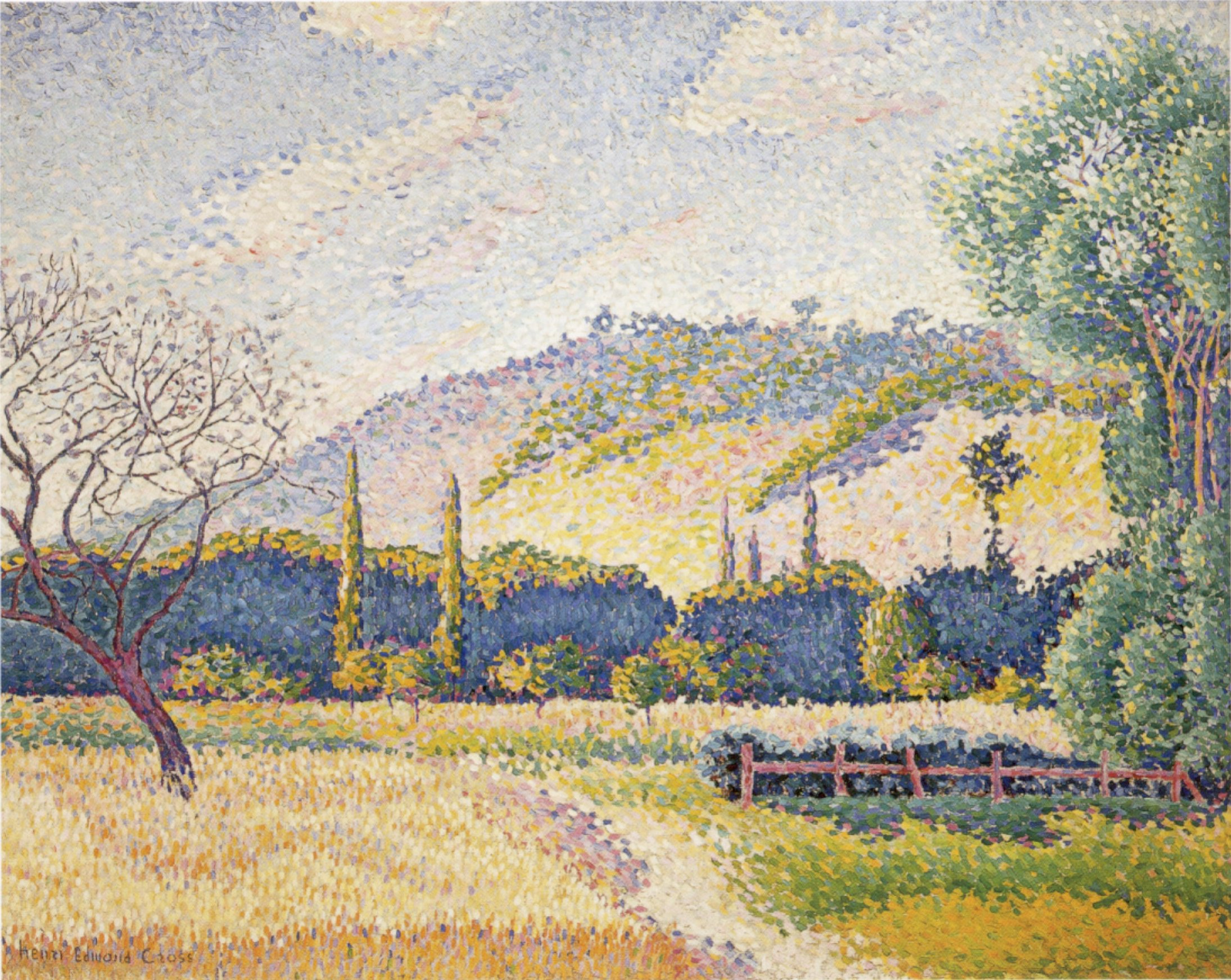
Paesaggio,  c.1896-99 Honolulu Academy of Arts
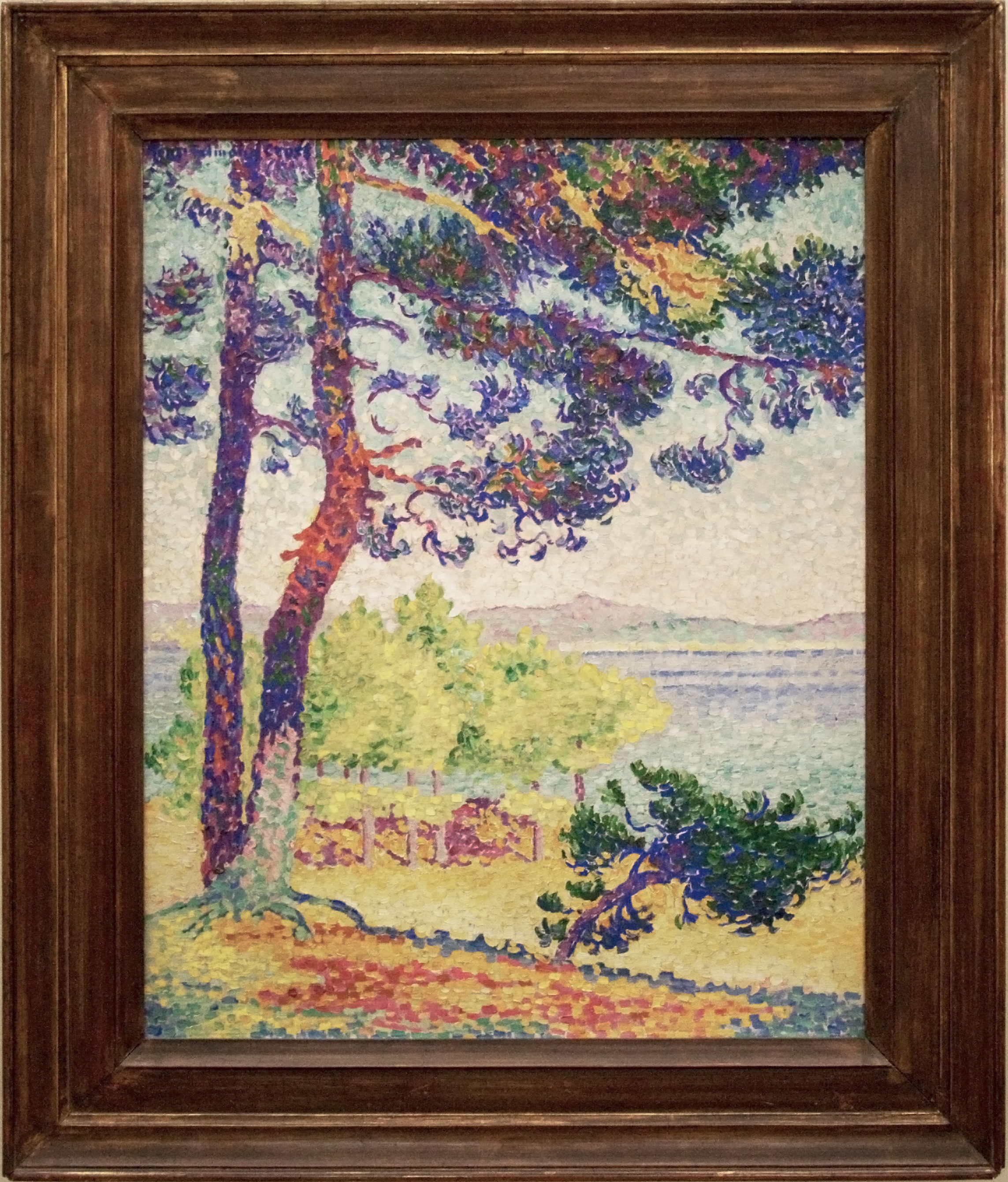
Pomeriggio a Pardigon Museo d'Orsay, Parigi
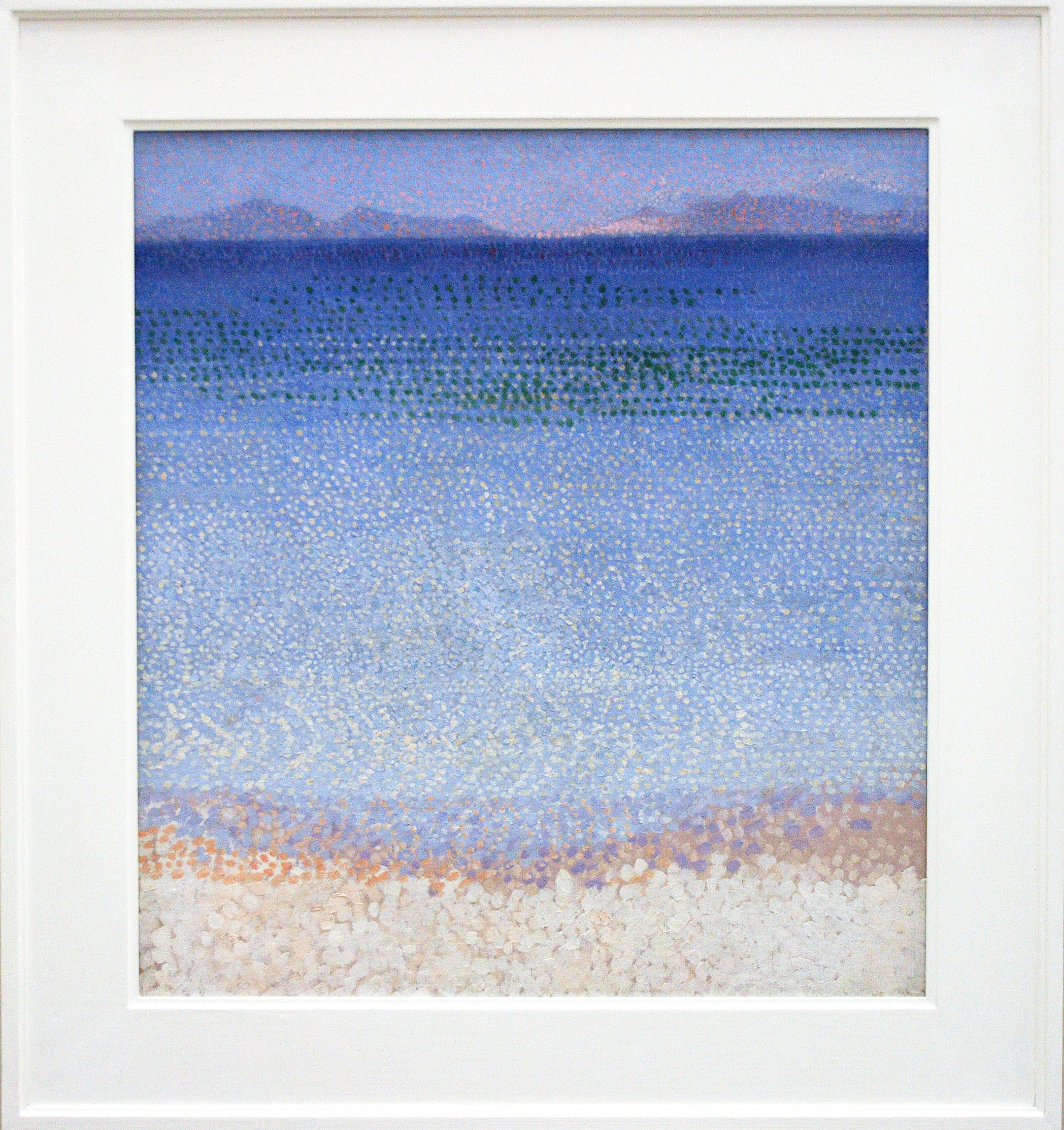
Le isole d'oro Museo d'Orsay, Parigi - (Le isole d'Hyeres, nel Var)
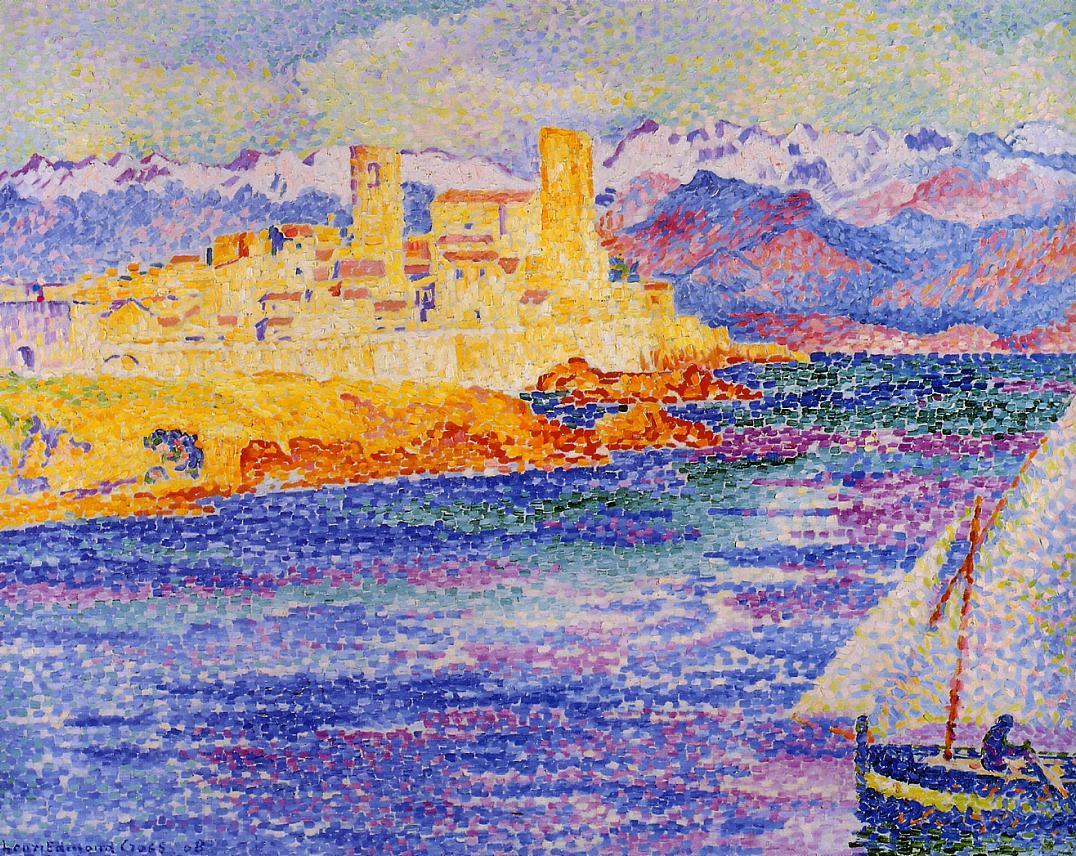
Antibes
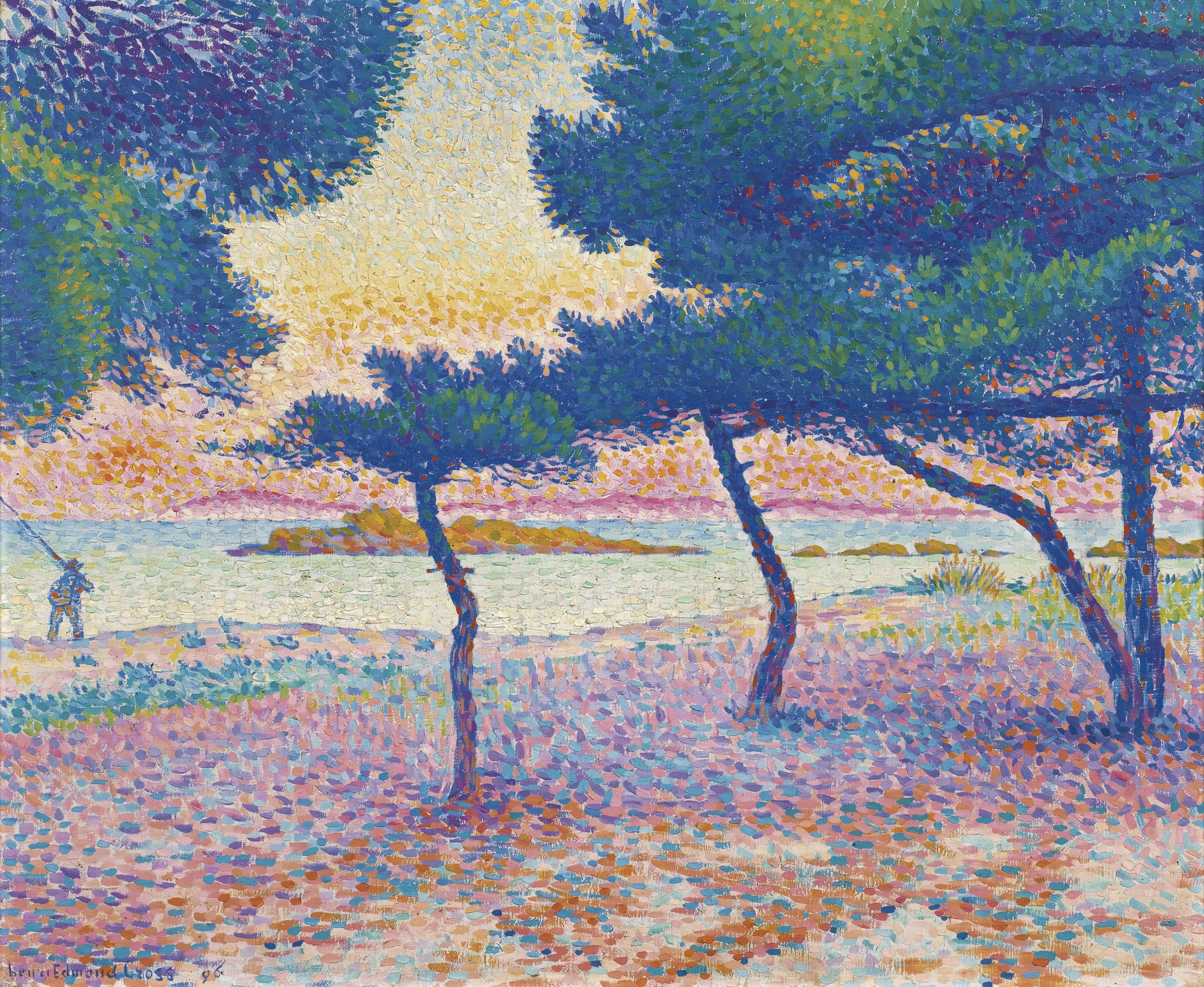
La spiaggia di Saint-Clair
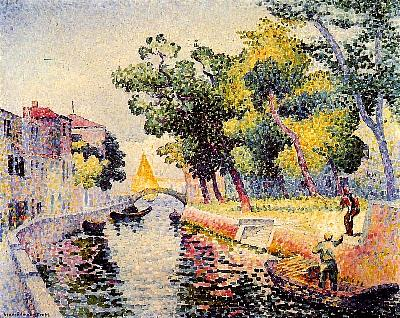
Ponte San Trovaso Kröller-Müller Museum
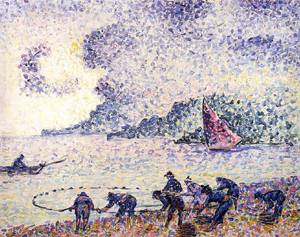
Pescatori Kröller-Müller Museum
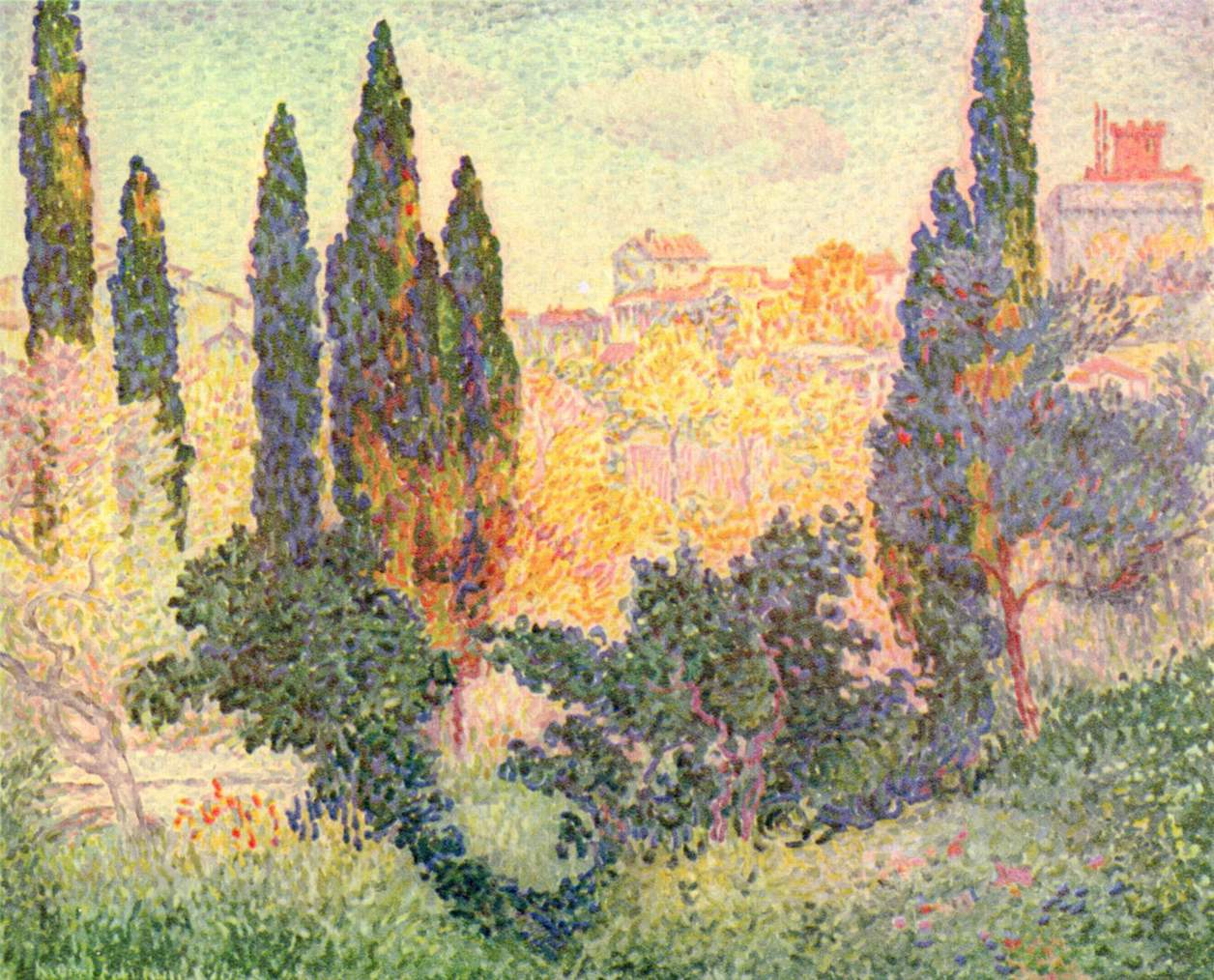
Cipressi a Cagnes 1910
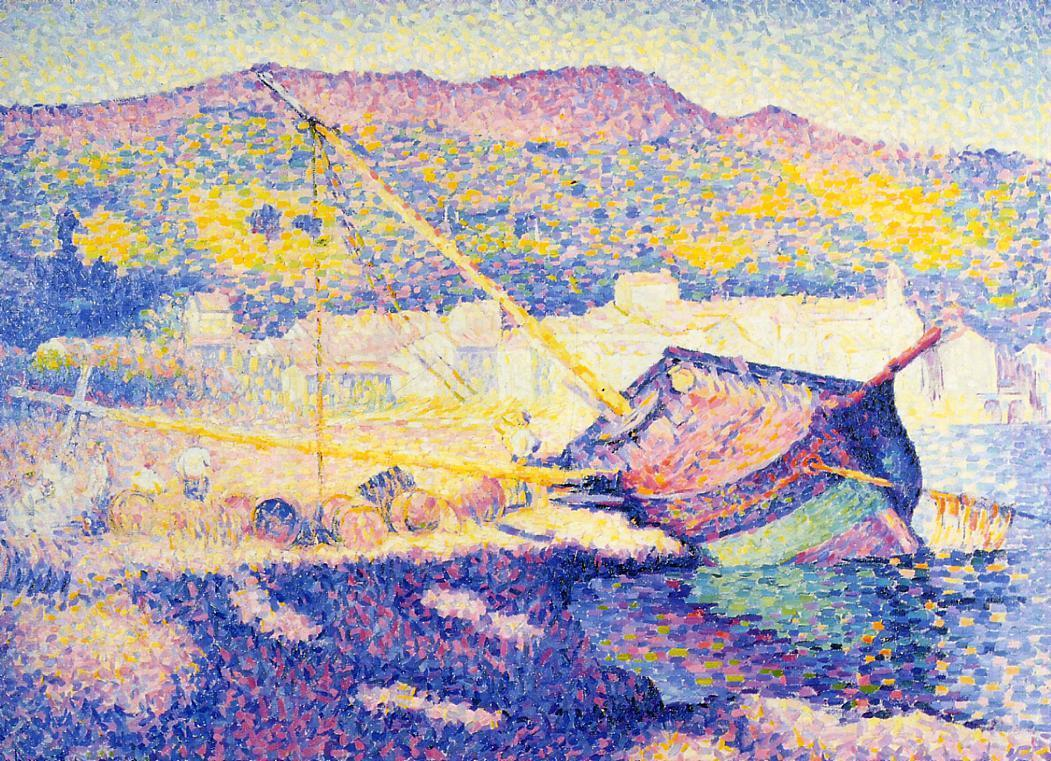
La barca a Digione